# Jakub Kovář
Jakub Kovář (* 19. července 1988 Písek) je český hokejový brankář, který chytá za klub HC Sparta Praha. Jeho o dva roky mladší bratr Jan je rovněž profesionálním hokejistou.

## Hráčská kariéra
V draftu NHL 2006 si jej ve 4. kole vybrala Philadelphia Flyers (na 109. místě celkově). Sezónu 2007/08 odehrál v Kanadě, neboť si jej v draftu CHL 2007 vybrala Oshawa Generals (29. místo celkově). Poté se vrátil do HC Mountfield a ve 2. kole sezóny 2008/09 v utkání proti Vítkovicím (Č. Budějovice - Vítkovice 3:5) nastoupil ke svému prvnímu extraligovému zápasu. První nulu vychytal za Č. Budějovice na ledě Slavie v 18. kole sezóny 2009/2010 (Slavia - Č. Budějovice 0:2). Dvě sezóny dělal brankářskou dvojku Romanu Turkovi, který v roce 2010 ukončil aktivní kariéru. Poté se Kovář stal klubovou jedničkou a svými výkony si řekl i o místo v reprezentaci. Po sezóně 2012/2013 se Kovář rozhodl odejít z Budějovic a začít si hledat nové angažmá. Dne 6. května 2013 podepsal dvouletou smlouvu s ruským týmem Avtomobilist Jekatěrinburg, hrající KHL. Tam působil do roku 2016, poté rok chytal za Severstal Čerepovec. Po jedné sezoně se ale do Jekatěrinburgu vrátil.
Dne 18. září 2021 oznámil, že kvůli zranění předčasně ukončil své působení v klubu Avtomobilist Jekatěrinburg. Po vyléčení operovaného kolene se ještě v průběhu sezóny vrátil, když před Vánocemi 2021 podepsal smlouvu do konce ročníku se švýcarským celkem ZSC Lions. V dubnu 2022 uzavřel dvouletý kontrakt s klubem HC Sparta Praha.

### Odehrané sezóny
- 2004/2005 IHC Písek E-dor.
- 2005/2006 HC České Budějovice (E-jun.)
- 2006/2007 HC Mountfield (E-jun.)
- 2007/2008 Oshawa Generals a Windsor Spitfires (OHL)
- 2008/2009 HC Mountfield (Extraliga, SK Horácká Slavia Třebíč (1. liga)
- 2009/2010 HC Mountfield (Extraliga), HC Tábor (1. liga)
- 2010/2011 HC Mountfield (Extraliga)
- 2011/2012 HC Mountfield (Extraliga)
- 2012/2013 HC Mountfield (Extraliga)
- 2013/2014 Avtomobilist Jekatěrinburg (Rusko) (KHL)
- 2014/2015 Avtomobilist Jekatěrinburg (Rusko) (KHL)
- 2015/2016 Avtomobilist Jekatěrinburg (Rusko) (KHL)
- 2016/2017 Severstal Čerepovec (Rusko) (KHL)
- 2017/2018 Avtomobilist Jekatěrinburg (Rusko) (KHL)
- 2018/2019 Avtomobilist Jekatěrinburg (Rusko) (KHL)
- 2019/2020 Avtomobilist Jekatěrinburg (Rusko) (KHL)
- 2020/2021 Avtomobilist Jekatěrinburg (Rusko) (KHL)
- 2021/2022 Avtomobilist Jekatěrinburg (Rusko) (KHL), ZSC Lions (Švýcarsko), (NLA)
- 2022/2023 HC Sparta Praha (Extraliga)

### Reprezentace
Poprvé si za reprezentaci zachytal 1. dubna 2011 v Gjöviku - Norsko vs. Česko 1:2. V lednu 2014 jej trenér Alois Hadamczik povolal na olympijské hry, které se uskutečnily v ruském Soči.
- Mistrovství světa v ledním hokeji 2011
- Mistrovství světa v ledním hokeji 2012
- Lední hokej na Zimních olympijských hrách 2014
- Mistrovství světa v ledním hokeji 2014
- Mistrovství světa v ledním hokeji 2015

## Statistiky

### Základní část
| 2007–08 | Oshawa Generals            | OHL             | 16 | 3,14 | 90,3 | 12 | 3  |     |      | 0 | 944  |
| 2007–08 | Windsor Spitfires          | OHL             | 20 | 3,42 | 89,3 | 14 | 6  |     |      | 1 | 1200 |
| 2008–09 | HC Mountfield              | česká extraliga | 23 | 2,69 | 91,5 | 9  | 14 | 60  | 650  | 0 | 1336 |
| 2008–09 | SK Horácká Slavia Třebíč   | 1. česká liga   | 3  | 3,59 | 91,5 | 0  | 3  | 11  | 118  | 0 | 184  |
| 2009–10 | HC Mountfield              | česká extraliga | 17 | 2,46 | 91,5 | 8  | 9  | 36  | 389  | 1 | 879  |
| 2009–10 | HC Tábor                   | 1. česká liga   | 13 | 2,53 | 92,0 | 6  | 7  | 32  | 366  | 1 | 758  |
| 2010–11 | HC Mountfield              | česká extraliga | 52 | 2,47 | 92,4 | 29 | 23 | 129 | 1571 | 4 | 3134 |
| 2011–12 | HC Mountfield              | česká extraliga | 52 | 2,37 | 92,6 | 28 | 24 | 121 | 1521 | 3 | 3061 |
| 2012–13 | HC Mountfield              | česká extraliga | 24 | 2,00 | 93,5 | 17 | 7  | 48  | 693  | 2 | 1437 |
| 2013–14 | Avtomobilist Jekatěrinburg | KHL             | 48 | 2,01 | 93,1 | 20 | 18 | 94  | 1265 | 6 | 2803 |
| 2014–15 | Avtomobilist Jekatěrinburg | KHL             | 60 | 2,20 | 92,3 | 23 | 28 | 129 | 1539 | 8 | 3513 |
| 2015–16 | Avtomobilist Jekatěrinburg | KHL             | 42 | 2,32 | 91,4 | 14 | 17 | 91  | 962  | 1 | 2349 |
| 2016–17 | Severstal Čerepovec        | KHL             | 55 | 2,45 | 91,5 | 20 | 27 | 126 | 1354 | 2 | 3080 |
| 2017–18 | Avtomobilist Jekatěrinburg | KHL             | 47 | 2,25 | 92,6 | 23 | 16 | 103 | 1298 | 4 | 2750 |
| 2018–19 | Avtomobilist Jekatěrinburg | KHL             | 50 | 1,78 | 93,9 | 38 | 9  | 88  | 1355 | 8 | 2958 |
| 2019–20 | Avtomobilist Jekatěrinburg | KHL             | 47 | 2,17 | 93,1 | 26 | 15 | 97  | 1315 | 5 | 2686 |
| 2020-21 | Avtomobilist Jekatěrinburg | KHL             | 51 | 2,21 | 92,4 | 23 | 21 | 107 | 1305 | 8 | 2909 |
| 2021–22 | Avtomobilist Jekatěringurg | KHL             | 1  | 6,00 | 76,9 | 0  | 1  | 6   | 20   | 0 | 60   |
| 2021–22 | ZSC Lions                  | NL              | 14 | 2,15 | 93,2 | 9  | 4  | 30  | 411  | 1 | 838  |
| 2022–23 | HC Sparta Praha            | česká extraliga | 41 | 2,21 | 91,2 | 25 | 14 | 87  | 906  | 6 | 2357 |
| 2023–24 | HC Sparta Praha            | česká extraliga | 29 | 2,11 | 91,0 | 19 | 8  | 58  | 589  | 2 | 1651 |